# Organização da Juventude Moçambicana

Logo der OJM

Die Organização da Juventude Moçambicana (OJM), portugiesisch für Organisation der mosambikanischen Jugend, ist der Jugendverband der seit der Unabhängigkeit Mosambiks 1975 regierenden FRELIMO-Partei. Sie ist größte und älteste Jugendorganisation des Landes und hat etwa 2,5 Millionen Mitglieder.
Die OJM wurde am 29. November 1977 im Rahmen der ersten nationalen Jugendkonferenz Mosambiks als Vorfeldorganisation der marxistisch-leninistischen Frelimo-Partei gegründet. Sie war die einzige legale politische Jugendorganisation des Landes. Sie hatte den verfassungsmäßigen Auftrag, die marxistischen ideologischen Ziele der Frelimo unter den mosambikanischen Jugendlichen zu fördern.
Nach der Einführung des Mehrparteiensystems im Jahr 1990 wurde die OJM den politischen Gegebenheiten angepasst und zum politischen Jugendverband der weiterhin regierenden FRELIMO umgebaut. Die Organisation hat es sich zur Aufgabe gemacht, Patriotismus, Bildung und Mobilisierung unter den Jugendlichen zu fördern und sie in die Herausforderungen der Entwicklung Mosambiks einzubeziehen.